# Второе сражение за форт Вагнер
Второе сражение за форт Вагнер (The Second Battle of Fort Wagner) также известное как Второй штурм острова Моррис или Сражение при Форте Вагнер, произошло 18 июля 1863 года в Южной Каролине в ходе американской Гражданской войны. 
Части федеральной армии под командованием бригадного генерала Куинси Гилмора предприняли неудачную атаку форта Вагнер, который защищал остров Моррис в южной части Чарлстонской гавани. Действия 54-го массачусетского полка при штурме форта изображены в художественном фильме «Слава».
Сражение произошло через неделю после Первого сражения за форт Вагнер.

## Предыстория
Форт Вагнер (получивший имя в память о погибшем подполковнике Томасе Вагнере из Южной Каролины) прикрывал с тыла стратегически важную батарею Грегг на северной оконечности острова Моррис. В документах конфедератов форт Вагнер обычно называется батареей, однако за время осады укрепление было приспособлено для круговой обороны и стало одним из сильнейших пунктов обороны Чарлстона. В 150—200 метрах перед фортом остров суживался до полосы песка шириной 55 метров, ограниченной океаном с восточной стороны и заболоченной протокой Винсентс-Крик с западной. Таким образом, атаковать форт можно было только полковой колонной. Преодолев узкий перешеек, атакующие оказывались перед южным фасом форта длиной 250 метров, который перекрывал остров по всей ширине от реки до океана. Форт был окружён неглубоким рвом, усиленным заострёнными пальмовыми бревнами. Дно рва со стороны океана под водой было устлано досками с заострёнными шипами.
После первого штурма форта в руках северян оказалось 2/3 острова Моррис. Южане приняли решение оборонять форт Вагнер как можно дольше, чтобы успеть оборудовать новый пояс укреплений вокруг Чарлстона. Для этого гарнизон форта каждую ночь получал пополнения, которые высаживались на северной оконечности острова, мысе Каммингс, и под обстрелом противника перебегали под защиту укреплений.
13 июля генерал Борегар решил сменить полковника Роберта Грэма на посту коменданта форта бригадным генералом Уильямом Тальяферро, который принял командование 14 июля. В период с 14 по 13 июля произошла полная смена гарнизона: форт заняли пять рот Чарлстонского батальона (он же 1-й южнокаролинский пехотный батальон) подполковника Питера Чарлза Гэйлларда, 51-й северокаролинский полк полковника Гектора Маккетана, 31-й северокаролинский полк подполковника Найта, роты I и H из 1-го Южнокаролинского полка под командованием капитанов У. Татома и Уоррена Адамса (в качестве артиллерийской прислуги), роты B и К под командованием капитанов Диксона и Бакнера из 63-го Джорджийского полка, взвод легких полевых гаубиц из 1-го южнокаролинского артиллерийского полка (из 4-й бригады южнокаролинского ополчения) под командованием капитана У. Де Пасса, а также гаубичный взвод под командованием лейтенанта Л. Уэйтиса. 26 кавалеристов 5-го Южнокаролинского кавалерийского полка выполняли функции посыльных.
Общее командование артиллерией форта было возложено на подполковника Дж. Симкинса. Гэйллард c ротами C, D и F Чарлстонского батальона оборонял правый фланг, Маккетан — центр, а Найт — левый фланг. Две роты Чарлстонского батальона (A и B) во главе с командиром роты A («Чарлстонские стрелки») капитаном Джулиусом Огастесом Блэйком заняли позиции на крайнем левом фланге — в песчаных дюнах и на прибрежном валу форта.
Вооружение форта состояло из одной 10-дюймовой береговой мортиры, двух 32-фунтовых карронад, двух 8-дюймовых орудий, двух 32-дюймовых гаубиц, 42-фунтовой карронады и 8-дюймовой морской пушки. Два легких орудия на правом фланге, у протоки Винсентс-Крик, обслуживала рота А 1-го Южнокаролинского пехотного полка. На бруствере стороны моря были размещены одна 32-фунтовая карронада, одна 10-дюймовая колумбиада и две 12-фунтовые гаубицы. Мортиру, 10-дюймовую колумбиаду и одну 32-фунтовую карронаду обслуживала рота капитана Татома. 42-дюймовую карронаду, 8-дюймовую морскую пушку и 32-дюймовую карронаду обслуживала рота капитана Адамса.
Вечером 14 июля майор Район во главе отряда в 150 человек, собранных из 7-го Южнокаролинского батальона, 21-го Южнокаролинского полка, 12-го и 18-го Джорджийских полков и 51-го Северокаролинского полка, произвёл вылазку в направлении сторожевого охранения северян. Его задачей было сбить охранение и преследовать его до тех пор, пока отряд на столкнётся с ощутимым сопротивлением. Атака была столь стремительна, что пикеты северян откатились к самым позициям своей бригады. После этого Район отступил и занял позиции на гребне в 200 шагах впереди форта.
Командующий северянами бригадный генерал Куинси Гилмор был намерен со второй попытки взять форт. C 14 по 17 июля форт ежедневно обстреливали корабельная артиллерия и сухопутные батареи, однако все повреждения гарнизон форта исправлял за ночь. Первоначально штурм был запланирован на 16 июля, но из-за сильных дождей осадные батареи залило водой, а значительная часть пороха подмокла. Поэтому атаку перенесли на утро 18 июля. Затем начало атаки перенесли на вторую половину дня, а первую половину дня использовали для пристрелки артиллерии.

## Сражение

### Артиллерийская подготовка
На рассвете 18 июля, в 8:15 открыли огонь четыре сухопутных батареи северян, возведённые на острове Моррис:
- передовая батарея Рэйнольдс: пять 8-дюймовых осадных мортир, две 30-фунтовых и шесть 10-фунтовых орудий Паррота, четыре 3-дюймовых пушки и два нарезных орудия Уиарда
- батарея Уид: четыре 10-дюймовых осадных мортиры
- батарея Хэйз: девять 30-фунтовых и четыре 20-фунтовых орудия Паррота
- батарея О’Рурк: пять 10-дюймовых осадных мортир

Первыми двумя батареями командовал капитан Лумис Лэнгдон из 1-го артиллерийского полка Соединённых Штатов. Остальными — помощник генерального инспектора подполковник Ричард Джексон и майор Бэйли из 3-го Род-Айлендского артиллерийского полка.
Поначалу стрельба сухопутных батарей была медленной, но по мере доставки сухого пороха усиливалась. Основной обстрел с дальнего расстояния вели пять деревянных канонерских лодок Дальгрена. Артиллерия форта, орудия батареи Грегг, фортов Самтер и Мультри, а также батареи острова Джеймс открыли ответный огонь, но стрельба последних была малоэффективна из-за большой дистанции.
В 11:30 броненосец New Ironsides, мониторы Montauk (флаг контр-адмирала Дальгрена), Catskill, Nantucket, Weehawken, Patapsco и канонерские лодки Paul Jones, Ottawa, Seneca, Chippewa и Wissahickon приблизились к берегу. Рядом с броненосцем в лодках наготове была десантная партия из 280 моряков во главе с тремя молодыми лейтенантами. После полудня, с приливом, корабли северян подошли ещё ближе к берегу и вели огонь с дистанции в 300 метров. Один из снарядов разорвался в воде около берега, и на форт обрушился дождь из оглушённых рыб. Большинство защитников форта укрылись в бомбоубежище. На позициях оставались только артиллеристы и большая часть Чарлстонского батальона. Стрелять из орудий сухопутного фронта не представлялось возможным, но прибрежный фронт был укреплён лучше, и конфедераты пытались отвечать на огонь кораблей северян из 32-фунтовой пушки и 10-дюймовой колумбиады. Однако приблизившиеся мониторы сумели повредить колумбиаду и привести её к молчанию.
Интенсивный огонь северян на деле оказался малоэффективным: в результате восьмичасовой бомбардировки погибло всего 8 и было ранено 20 защитников форта. В какой-то момент артиллеристам северян удалось сбить флаг конфедератов, но его тут же поднял, встав на бруствер, инженер-капитан Роберт Барнуэлл, после чего майор Рамсэй, сержант Уильям Шелтон и лейтенант Уильям Ридик быстро заменили сбитое знамя.
Днём главный инженер округа полковник Харрис на маленькой лодке приплыл из Чарлстона, высадился на мыс Каммингс и под градом снарядов перебежал в форт Вагнер. Там он активно включился в исправление повреждений и разборку ядер и снарядов северян, которыми были завалены проходы и артиллерийские площадки. В 15:40 генерал Тальяферро телеграфировал в Чарлстон с просьбой прислать смену, но выполнить эту просьбу было невозможно.
В 17:45 южане перехватили телеграфное сообщение генерала Гилмора, адресованное адмиралу Дальгрену, и расшифровали его, воспользовавшись кодовой книгой с потопленного броненосца северян Keokuk. Узнав из текста сообщения, что северяне готовятся к штурму, Тальяферро доложил об этом генералу Борегару, который распорядился немедленно начать переправку на остров Моррис 32-го Джорджийского полка генерала Хэгуда.
Ожидая немедленной атаки, Тальяферро приказал гарнизону занять места на валах форта. С батареи Грегг в форт перебежали две роты 31-го Северокаролинского полка, кавалеристы заняли места на валах вместе с пехотой. Артиллеристы откопали свои пушки из-под завалов песка и зарядили их картечью поверх ядра. Однако большая часть 31-го полка отказалась покидать бомбоубежище.

### Диспозиция северян
Решающий штурм был назначен на закате, чтобы в лучах заходящего солнца атакующая колонна была менее заметна для соседних батарей конфедератов. Командир дивизии бригадный генерал Труман Сеймур построил колонну следующим образом. Первой шла бригада бригадного генерала Джорджа Стронга:
- 54-й Массачусетский — полковник Роберт Шоу
- 6-й Коннектикутский — полковник Джон Чэтфилд
- 48-й Нью-Йоркский — полковник Уильям Бэртон
- 3-й Нью-гемпширский — полковник Джон Джексон
- 76-й Пенсильванский (зуавы) — полковник ДеУитт Строубридж
- 9-й Мэнский — полковник Сабин Эмери

Второй эшелон составили четыре полка бригады полковника Хальдиманда Путнама:
- 7-й Нью-гемпширский — подполковник Джозеф Эбботт
- 100-й Нью-Йоркский — полковник Джордж Дэнди
- 62-й Огайский — полковник Фрэнсис Понд
- 67-й Огайский — полковник Элвин Ворис

В резерве стояла бригада бригадного генерала Томаса Стивенсона:
- 24-й Массачусетский — полковник Фрэнсис Осборн
- 10-й Коннектикутский — Эдвин С. Грили
- 97-й Пенсильванский — полковник Генри Гасс
- 2-й Южнокаролинский — полковник Джеймс Монтгомери

Четыре роты 7-го Коннектикутского полка и добровольцы-артиллеристы обслуживали осадные орудия.
Обычной подготовки к штурму проведено не было. Не было предусмотрено никаких средств для того, чтобы расчищать препятствия, засыпать ров, заклёпывать захваченные орудия. Атакующие не получили никаких конкретных указаний. Не был сформирован отряд стрелков для прикрытия. Колонну не сопровождали ни сапёры, ни проводники, ни артиллеристы, чтобы обслуживать захваченные пушки. План штурма не был доведён до ротных офицеров. Считалось, что 54-й должен взять форт штыковой атакой, и что его поддержат остальные части бригады. Генерал Гилмор был уверен, что его артиллерия разрушила укрепления конфедератов, и что взять форт можно силами одной бригады Стронга, однако согласился на всякий случай построить в боевой порядок всю дивизию. Полковник Путнам — кадровый офицер и выпускник Вест-Пойнта — был уверен, что штурм подготовлен плохо, но его не стали слушать.

### Штурм: первая волна
Полковник Шоу построил свой авангардный полк (624 человека) в две линии по 5 рот в каждой. Сам он с национальным флагом встал за первой линией, подполковник Эдвард Хэллоуэлл с флагом штата — за второй. Около получаса полк с заряженными ружьями и примкнутыми штыками пролежал на земле, пока формировалась бригадная колонна. Наконец, 6-й Коннектикутский полк выстроился в колонну поротно позади 54-го Массачусетского. Генерал Стронг с двумя адъютантами и двумя ординарцами верхом выехал перед строем 54-го полка, чтобы напутствовать солдат. Закончив короткую речь, он подозвал к себе знаменосца, сержанта Джона Уолла, и спросил: «Если этот человек будет убит, кто поднимет флаг и понесёт его?» Полковник Шоу ответил: «Я». Подчинённые встретили ответ командира радостными криками.

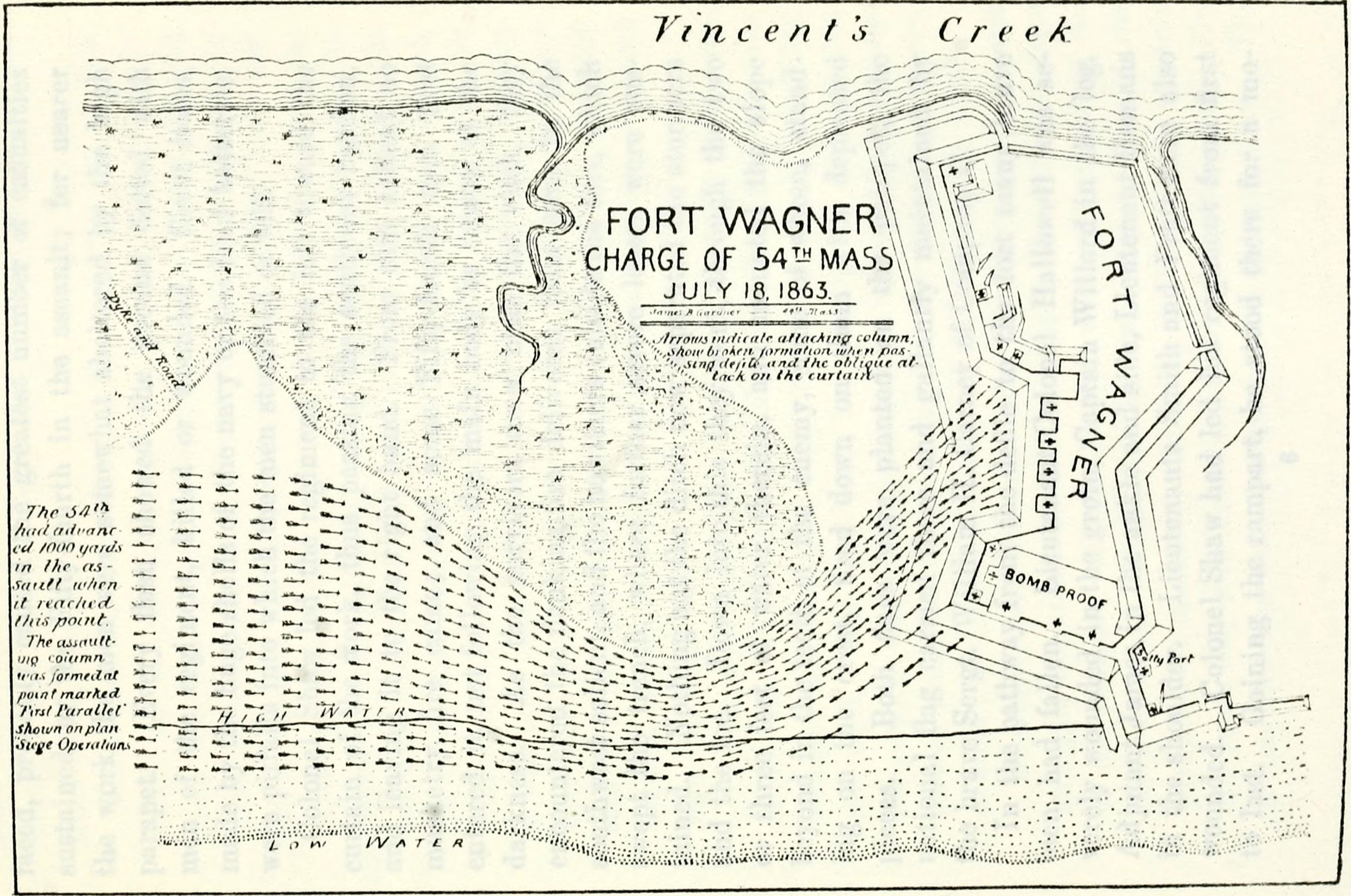
Схема атаки 54-го массачусетского полка

Примерно 19:45, когда мрак сгустился, прозвучал сигнал к началу атаки. Шоу приказал своему полку шагом подойти на 100 шагов к форту, после чего перейти на бег и атаковать укрепления. Из-за узости дефиле правофланговые роты вынуждены были идти по колено в воде, а затем право- и левофланговые роты вынуждены были замедлить шаг и пропустить центр линии вперёд, поскольку места на перешейке для всех пяти рот не хватало. Между тем, осадные орудия прекратили обстрел форта, гарнизон вышел из укрытий, и приблизившихся на 200 шагов северян встретил шквал ружейного и пушечного огня. 51-й полк конфедератов вёл прямой огонь, а Чарлстонский батальон — косоприцельный. К счастью для атакующих, 31-й полк конфедератов (ранее в полном составе пленённый в бою при Роаноке, а затем отпущенный по обмену) остался в укрытии и не успел занять позиции на юго-восточном бастионе, иначе никто из наступавших не дошёл бы до рва.
54-й полк перешёл на бег. Офицеры с обнажёнными саблями возглавили свои подразделения. Полковник Шоу вёл своих подчинённых на ближний фас юго-западного бастиона и южный вал форта. На подступах к форту полк понес большие потери — были ранены или убиты подполковник Хэллиуэлл, капитан Уиллард, полковой адъютант Джеймс, лейтенанты Джеветт, Хоманс, Смит и Пратт. Знамя из рук раненого сержанта Уолла взял сержант Уильям Кэрни. Уцелевшие во главе с полковником Шоу смогли взобраться на бруствер форта и укрепить там оба знамени. Полковник успел крикнуть: «Вперед, 54-й!», — но тут же был убит пулей в сердце. До сих пор атакующие не произвели ни одного выстрела. За бруствером форта их встретили защитники, которые пустили в ход штыки, пики и орудийные гандшпуги. Северяне отбивались, но силы были неравны. Откатившись с бруствера и заняв позиции на внешнем скате стены, атакующие открыли огонь, отгоняя от орудий прислугу и прикрывая идущие следом полки. В ответ южане стали скатывать по брустверу гранаты и бомбы с подожжёнными фитилями.
Несмотря на упорство, 54-й полк не смог дождаться подкрепления и, когда полевые орудия ДеПасса на правом фланге форта стали расстреливать атакующих в упор, начал отступать поодиночке и мелкими группами. Некоторые солдаты не решились возвращаться обратно под огнём конфедератов и вместе с командиром роты А капитаном Джоном Эпплтоном вдоль вала перебежали на прибрежный фас форта, где присоединились к другим атакующим полкам.

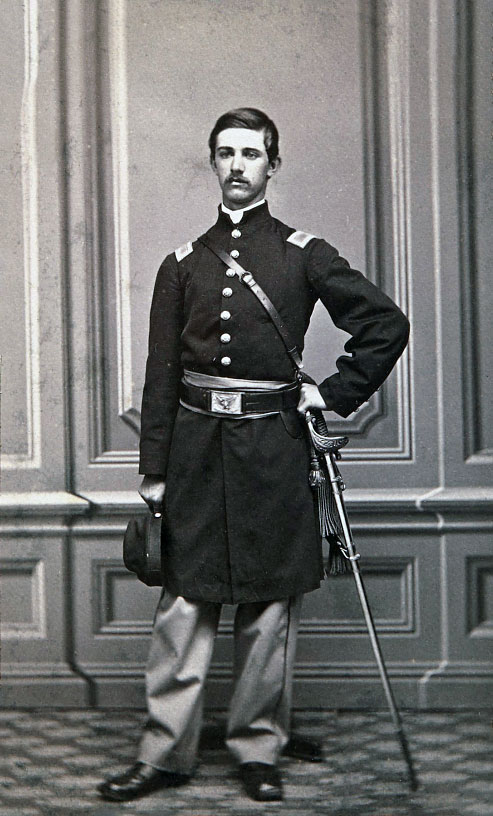
2-й лейтенант Луис Эмилио в апреле 1863 года

Младший из капитанов полка, командир роты E Луис Эмилио, принявший на себя командование после выхода остальных офицеров из строя, и лейтенанты Джеймс Грэйс и Бенджамин Декстер на безопасном удалении стали собирать уцелевших солдат и выстраивать их в линию. Сержант Уильям Кэрни спас национальный флаг полка, а флаг штата был оторван от древка — полотнище после боя подобрали возле стены конфедераты, а древко осталось у северян. Остатки полка заняли пустующую траншею и оставались там до утра, ожидая контратаки южан.
300 человек 6-го Коннектикутского полка во главе с полковником Чэтфилдом в ротных колоннах пошли на штурм вслед за 54-м полком, нанося удар правее — туда, где юго-восточный бастион соединялся с валом форта. Северяне смогли взобраться на вал, который обороняли немногочисленные солдаты 31-го полка, и ринулись вглубь форта, где у входа в бомбоубежище завязалась рукопашная схватка. Знаменосец был убит, и всех, кто пытался поднять флаг, косили пули. Наконец, командир роты K капитан Фредерик Осборн выдернул знамя из-под тел убитых и раненых товарищей. Ворвавшись в форт, 6-й Коннектикутский не сумел развить успех. Полковник Чэтфилд был смертельно ранен, и северяне дрогнули, а потом начали отступать.
48-й Нью-Йоркский пехотный полк (около 500 человек) атаковал юго-восточный бастион в лоб и попал под огонь мощной береговой гаубицы конфедератов. Потеряв до половины своего состава и четырнадцать из шестнадцати офицеров, 48-й полк отступил.

### Штурм: вторая волна
По непонятной причине оставшиеся три полка бригады Стронга не оказали немедленную поддержку полкам первой волны. Наконец, когда на валах форта началась стрельба, генерал Стронг повёл на штурм 3-й Нью-гемпширский, 9-й Мэнский и 76-й Пенсильванские полки.
На узком перешейке 3-й Нью-гемпширский полк столкнулся с массой отступающих солдат из полков первой волны. Полковник Джексон остановил своих подчинённых и отправил подполковника Джона Бедела вперед, чтобы выяснить, может ли полк пойти по заболоченному берегу протоки. Однако Бедел в темноте заблудился, примкнул к одной из групп, все ещё атаковавших форт Вагнер и оказался в плену. Джексон, не дождавшись результатов разведки, приказал полку двигаться вперед через узкий перешеек, где северяне оказались под градом снарядов и картечи. Артиллерия южан пробивала в рядах наступавших большие бреши, а бежавшие навстречу солдаты разбитых полков вносили ещё больший беспорядок. В результате северяне переходили в атаку отдельными группами, неспособными нанести сильный удар. Осколком снаряда был ранен полковник Джексон, и генерал Стронг, спешившись, сам повёл свою бригаду в центр южного фаса форта Вагнер — туда же, куда ранее нацелил удар 54-й Массачусетский. Некоторое время северяне безуспешно пытались взобраться на вал, но конфедераты сбрасывали их в ров. Осознав тщетность этих усилий, генерал Стронг встал, чтобы отдать приказ об отступлении, но тут же был смертельно ранен шрапнелью в бедро.

### Штурм: третья волна
Поняв, что авангард ворвался внутрь крепости, генерал Сеймур приказал бригаде Путнама выдвинуться вперед и занять позиции для атаки. Однако Путнам, ссылаясь на приказ генерала Гилмора, отказался выполнить распоряжение командира дивизии. Пока Сеймур разбирался с этой ситуацией, северяне были выбиты из форта, и момент для атаки был упущен.
После второго приказа Сеймура в 20:30 Путнам поднял свою бригаду, и четыре полка колонной двинулись к форту. По пути им пришлось дважды останавливаться — сначала чтобы пропустить через свои ряды остатки 54-го Массачусетского, а затем чтобы пропустить в тыл остатки бригады Стронга. Путнам верхом на лошади ехал во главе бригады. Генерал Сеймур также сопровождал колонну. Атака была нацелена на юго-восточный бастион. Артиллерия конфедератов вновь обрушила на атакующих град снарядов и картечи. Полки северян несли большие потери. В 67-м Огайском на подступах к форту были убиты семь из восьми знаменосцев. Под Путнамом была убита лошадь, а Сеймура ранило близким взрывом снаряда. Когда Сеймура уносили с поля, он передал командиру 3-й бригады Стивенсону приказ поддержать атаку 2-й бригады, но тот остался на месте, сославшись на запрет генерала Гилмора.
Добежав до валов форта, 2-я бригада, возглавляемая 7-м Нью-гемпширским полком (505 человек), волной перехлестнула через оба фаса юго-восточного бастиона, и атакующие начали продвигаться внутрь форта, воспользовавшись слабостью обороны на этом участке. К атакующим присоединились немногие уцелевшие из бригады Стронга. Подразделения 67-го Огайского полка захватили два орудия, обращённых к морю. Однако, заняв позицию за крышей бомбоубежища, которая почти на два метра возвышалась над бруствером форта, северяне оказались в ловушке. При этом полки северян перемешались, и офицеры не могли найти своих подчинённых. Полковник Путнам поднялся на бастион и начал наводить порядок среди своих подчинённых.
В это время на помощь форту прибыл 32-й Джорджийский полк генерала Джонсона Хэгуда. Полк бросился в атаку на захваченный бастион и выбил оттуда последние части противника. В 22:30 сражение прекратилось.

## Последствия

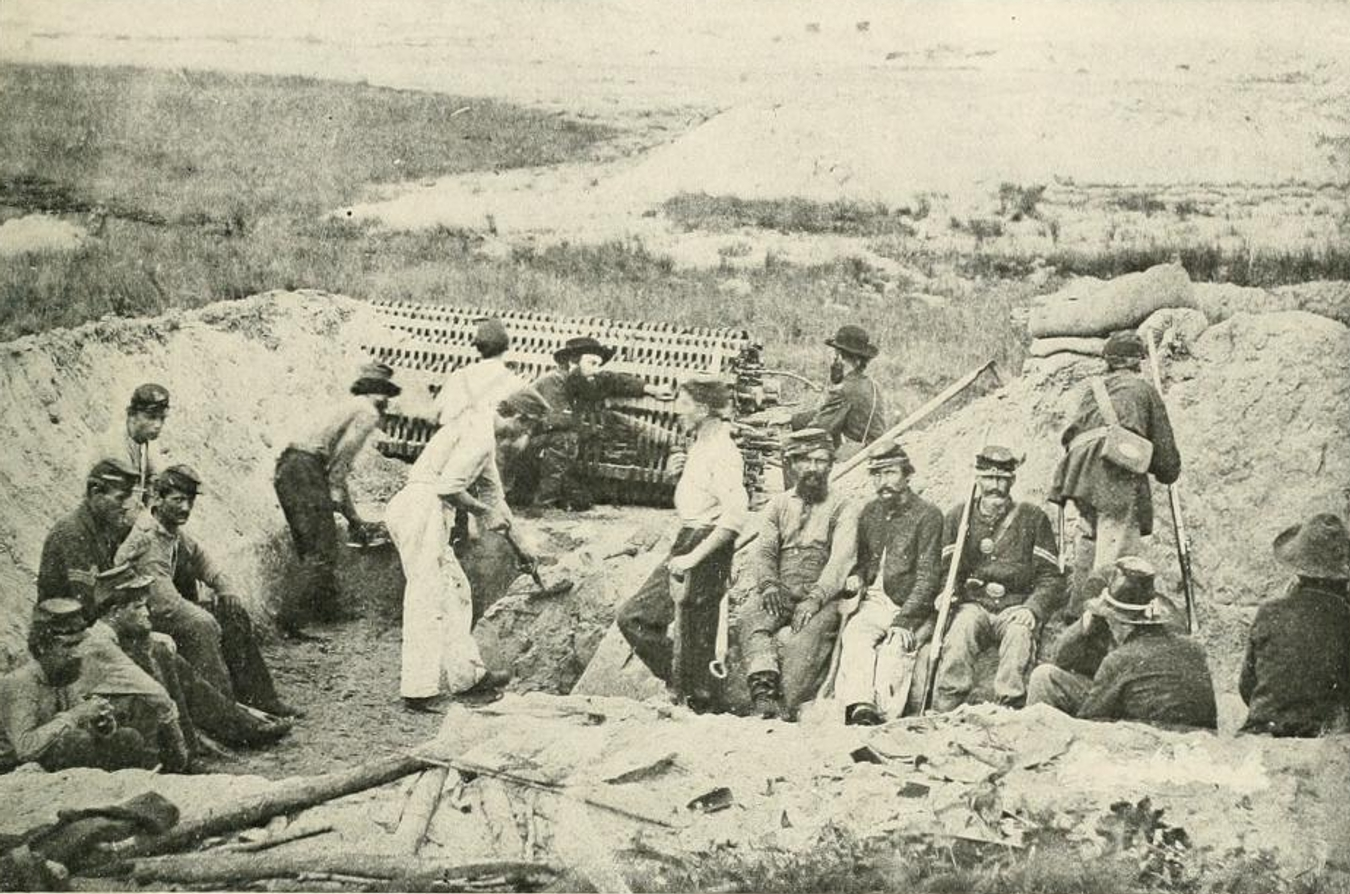
Федеральные сапёры в траншеях у форта Вагнер

Атакующие потеряли 1515 человек, из них 28 офицеров и 218 солдат убитыми, 75 офицеров и 805 солдат ранеными, 8 офицеров и 381 солдата пленными. Один только 54-й массачусетский полк потерял 281 человека: из них 54 убитыми и 48 пропавшими без вести. 7-й нью-гемпширский потерял 74 человек убитыми и смертельно ранеными.
Защитники форта потеряли 5 офицеров и 31 солдата убитыми, 17 офицеров и 116 солдат ранеными, 1 офицера и 4 солдат пленными. Генерал Тальяферро выжил, хотя взрыв 15-дюймового снаряда почти похоронил его под тоннами песка. Из штабных офицеров был убит капитан Уоринг и тяжело ранены капитаны Стоуни и Твиггс.
Южане собрали раненых (своих и чужих) и отправили их в госпиталь в Чарльстон. Генерал Борегар приказал «особенно позаботиться о раненых при штурме форта Вагнер, поскольку люди, решившиеся на такое, заслуживают уважения всей армии».
Сержант Уильям Керни (негр) из 54-го массачусетского и рядовой Джозеф Гибсон из 48-го нью-йоркского впоследствии получили медали Почёта за спасение полкового знамени.
Форт Вагнер так и не удалось взять штурмом. Генерал Гилмор перешёл к долгой осаде. Ночью 6 сентября 1863 года гарнизон форта покинул то, что осталось от форта и без помех ушёл с полуострова.

## В кино
В 1989 году режиссёр Эдвард Цвик снял фильм «Слава» (Glory), посвящённый истории 54-го массачусетского полка и штурму форта Вагнер. Мэттью Бродерик снялся в роли полковника Шоу, Джей Сандерс — в роли генерала Стронга. Некоторые реальные персонажи заменены на вымышленные. Например, старшего сержанта Льюиса Дугласа (сына известного аболициониста Дэвида Дугласа) заменили на вымышленного Джона Роулинса (Морган Фриман).
В сцене штурма показаны зуавы 76-го Пенсильванского полка, однако они ошибочно одеты в форму 165-го нью-йоркского.
Фильм снят на основе писем полковника Шоу, а также книг «Lay This Laurel» и «One Gallant Rush».